# スウェーデンの国章
スウェーデンの国章（スウェーデンのこくしょう）は、北ヨーロッパにある王国スウェーデンの国章である。上の国章は最も高貴な国章で、王室発行の公文書等、ごく一部のみで使用される。下の国章は略章で、通常スウェーデンの行政機関や在外公館ではこちらの方が使用される。
上の国章の中央に描かれているのはスウェーデンを象徴する王冠と盾であり、二頭の顔を後ろに向けた両足立ちの二尾のライオンがサポーターとなってそれを支えている。盾の中央部にはスウェーデン王室の個人紋章が配されている。
一般人が見かける事が最も多いのは略章の方であり、オリンピックや各種スポーツの世界選手権等でスウェーデンの選手団が着用するジャケットなどにも国旗以外に略章があしらわれる事が多い。各種スポーツの大会で、スウェーデン代表をさして「トゥレー・クローノー (tre kronor)」（三つの王冠）というのも、この略章に描かれている逆三角形状に配された三つの王冠に由来している。略章下部の色（青と黄色）もスウェーデンの国旗と共通している。